# Épargnes
Épargnes là một xã trong tỉnh Charente-Maritime trong vùng Nouvelle-Aquitaine, tây nam nước Pháp. Xã Épargnes nằm ở khu vực có độ cao từ 1-59 mét trên mực nước biển.